# Serafim Cojocari
Serafim Cojocari (Rezina, 7 gennaio 2001) è un calciatore moldavo, centrocampista dello Zimbru Chișinău.

## Carriera

### Club
Cresciuto nello Zimbru Chișinău, esordisce a livello professionistico proprio con la formazione giallo-verde, disputando nel 2019 otto match di campionato.
Nel 2020 viene acquistato a titolo definitivo dallo Sheriff Tiraspol, che lo aggrega alla sua seconda squadra. Con la formazione della Transnistria esordisce nelle competizioni europee per club, disputando un match della fase a gironi di Champions League.
Nell'estate del 2022, viene girato in prestito al Bălți, con cui trova anche i primi gol da professionista.

### Nazionale
Ha giocato per le selezioni giovanili moldave, dall'under-17 fino all'under-21.
Il 24 marzo 2023, esordisce in nazionale maggiore, subentrando in un match di qualificazione a Euro 2024 pareggiato per 1-1 contro la Nazionale faroese.

## Statistiche

### Cronologia presenze e reti in nazionale
| Cronologia completa delle presenze e delle reti in nazionale ― Moldavia | Cronologia completa delle presenze e delle reti in nazionale ― Moldavia | Cronologia completa delle presenze e delle reti in nazionale ― Moldavia | Cronologia completa delle presenze e delle reti in nazionale ― Moldavia | Cronologia completa delle presenze e delle reti in nazionale ― Moldavia | Cronologia completa delle presenze e delle reti in nazionale ― Moldavia | Cronologia completa delle presenze e delle reti in nazionale ― Moldavia | Cronologia completa delle presenze e delle reti in nazionale ― Moldavia |
| Data                                                                    | Città                                                                   | In casa                                                                 | Risultato                                                               | Ospiti                                                                  | Competizione                                                            | Reti                                                                    | Note                                                                    |
| ----------------------------------------------------------------------- | ----------------------------------------------------------------------- | ----------------------------------------------------------------------- | ----------------------------------------------------------------------- | ----------------------------------------------------------------------- | ----------------------------------------------------------------------- | ----------------------------------------------------------------------- | ----------------------------------------------------------------------- |
| 24-3-2023                                                               | Chișinău                                                                | Moldavia                                                                | 1 – 1                                                                   | Fær Øer                                                                 | Qual. Euro 2024                                                         | -                                                                       | 73’                                                                     |
| 27-3-2023                                                               | Chișinău                                                                | Moldavia                                                                | 0 – 0                                                                   | Rep. Ceca                                                               | Qual. Euro 2024                                                         | -                                                                       |                                                                         |
| 17-6-2023                                                               | Tirana                                                                  | Albania                                                                 | 2 – 0                                                                   | Moldavia                                                                | Qual. Euro 2024                                                         | -                                                                       | 73’                                                                     |
| 20-6-2023                                                               | Chișinău                                                                | Moldavia                                                                | 3 – 2                                                                   | Polonia                                                                 | Qual. Euro 2024                                                         | -                                                                       | 85’                                                                     |
| 7-9-2023                                                                | Linz                                                                    | Austria                                                                 | 1 – 1                                                                   | Moldavia                                                                | Amichevole                                                              | -                                                                       | 61’                                                                     |
| 10-9-2023                                                               | Tórshavn                                                                | Fær Øer                                                                 | 0 – 1                                                                   | Moldavia                                                                | Qual. Euro 2024                                                         | -                                                                       | 77’                                                                     |
| 12-10-2023                                                              | Solna                                                                   | Svezia                                                                  | 3 – 1                                                                   | Moldavia                                                                | Amichevole                                                              | -                                                                       | 57’                                                                     |
| 15-10-2023                                                              | Varsavia                                                                | Polonia                                                                 | 1 – 1                                                                   | Moldavia                                                                | Qual. Euro 2024                                                         | -                                                                       | 79’                                                                     |
| 17-11-2023                                                              | Chișinău                                                                | Moldavia                                                                | 1 – 1                                                                   | Albania                                                                 | Qual. Euro 2024                                                         | -                                                                       | 76’                                                                     |
| 20-11-2023                                                              | Olomouc                                                                 | Rep. Ceca                                                               | 3 – 0                                                                   | Moldavia                                                                | Qual. Euro 2024                                                         | -                                                                       | 65’                                                                     |
| 22-3-2024                                                               | Boztepe                                                                 | Macedonia del Nord                                                      | 1 – 1                                                                   | Moldavia                                                                | Amichevole                                                              | -                                                                       |                                                                         |
| 26-3-2024                                                               | Boztepe                                                                 | Isole Cayman                                                            | 0 – 4                                                                   | Moldavia                                                                | Amichevole                                                              | -                                                                       | 71’                                                                     |
| 8-6-2024                                                                | Chișinău                                                                | Moldavia                                                                | 3 – 2                                                                   | Cipro                                                                   | Amichevole                                                              | -                                                                       | 46’                                                                     |
| Totale                                                                  |                                                                         | Presenze                                                                | 13                                                                      |                                                                         | Reti                                                                    | 0                                                                       |                                                                         |

## Palmarès

### Club

#### Competizioni nazionali
- Campionato moldavo: 1

Sheriff Tiraspol: 2021-2022
- Coppa di Moldavia: 1

Sheriff Tiraspol: 2021-2022